# أليكس عطالله
ميلاد ألكسندر عطالله (من مواليد 3 يونيو 1968) هو طاهٍ برازيلي من أصول فلسطينية وأيرلندية، يدير مطعم DOM (الاختصار اللاتيني لـ Deo optimo maximo ) في ساو باولو. في مايو 2012، تم تصنيف المطعم باعتباره رابع أفضل مطعم في العالم من قبل قائمة S.Pellegrino لأفضل 50 مطعمًا في العالم، التي نشرتها مجلة مطاعم. يحمل مطعمه أيضًا لقب "أفضل مطعم أكوا بانا في أمريكا الجنوبية". يشتهر بتطوير الأطباق البرازيلية التقليدية، محاولًا دمج أساليب الطهي الفرنسية والإيطالية مع المكونات البرازيلية الأصيلة. كما قدم أتالا برنامجًا تلفزيونيًا على قناة GNT البرازيلية. في عام 2013، أسس معهد أتا، وهو معهد حول العلاقة مع الطعام، مع روبرتو سميرالدي وكارلوس ألبرتو ريكارد، من بين آخرين. في عام 2019، اتُهم أتالا ومعهده بإساءة استخدام اسم "فانيليا سيرادو" من خلال تسجيله كاسم تجاري في المعهد البرازيلي للملكية الصناعية ، دون التشاور المسبق مع المجتمعات الريفية التي تستخدم المكون تقليديًا في ثقافاتها الغذائية.

## كتبه
- Por uma Gastronomia Brasileira - Alex Atala - Editora Bei، 2003 -(ردمك 85-86518-35-2)
- Com Unhas, Dentes & Cuca - Alex Atala - Editora Senac، 2008
- إسكوفيانا برازيليراس - أليكس أتالا - Editora Larousse Brasil، 2008 -(ردمك 978-85-7635-254-9)

## الظهور الإعلامي
ظهر أليكس عطالله في الموسم الثاني من برنامج Chef's Table، الحلقة الثانية.